# رود کریشنا
رود کریشنا با نام پیشین کیستنا، رودی به‌طول ۱۲۹۰ کلیومتر در جنوب هندوستان است که از کوه‌های غات غربی سرچشمه گرفته و در پایان به خلیج بنگال در شرق هندوستان می‌ریزد.
سرچشمهٔ رود کریشنا برای هندوها مقدس است و رودخانه نیز به‌افتخار خدای آنان کریشنا چنین نام‌گذاری شده است.

## مسیر رود

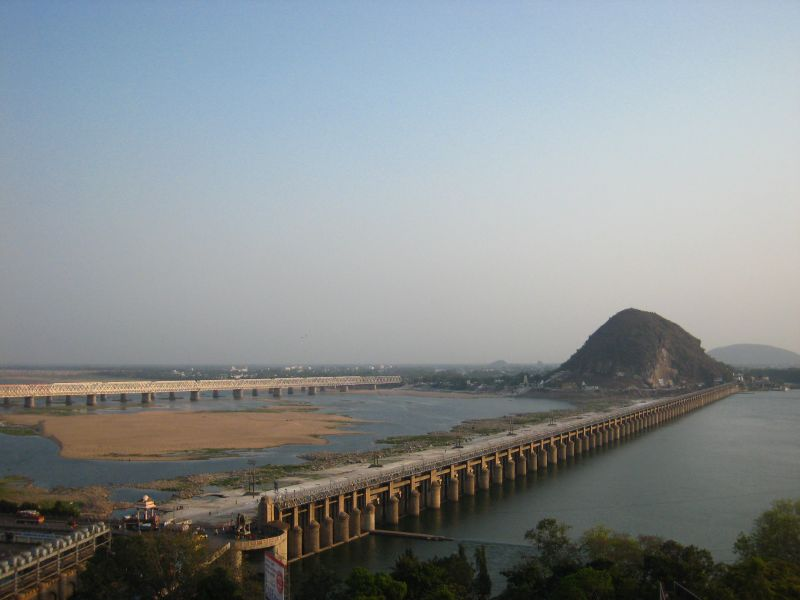
رودخانه کریشنا ویجایاوادا

رود کریشنا از رشته‌کوه‌های غات غربی واقع در ایالت ماهاراشترا در غرب هندوستان سرچشمه گرفته و با جریان یافتن به سمت شرق به شهر وای می‌رسد. پس از آن مسیر رودخانه به سمت جنوب شرقی تغییر یافته و با گذشتن از شهر سنگلی به مرز ایالت کارناتاکا می‌رسد. در آنجا رودخانه به سمت شرق چرخیده و پس از پیمودن مسیری نامنظم در کارناتاکا به ایالت آندرا پرادش می‌رسد. درآنجا کریشنا نخست به سمت جنوب شرقی و سپس به سمت شمال شرقی تغییر جهت داده و با جریان‌یافتن به سمت شرق، به دلتای خود در شهر ویجیاوادا رسیده و در نهایت به خلیج بنگال می‌ریزد.

## کارکرد رود
رود کریشنا قابل کشتی‌رانی نیست اما آب لازم برای آبیاری نواحی وسیعی از سه ایالتی که در مسیرش از آن‌ها می‌گذرد را تأمین می‌کند. همچنین کنترل جریان آب رودخانه به درون سیستمی از آبراه‌ها در دلتای بزرگ و حاصلخیز آن توسط بندی در ویجیاوادا انجام می‌شود. با این‌حال از آنجا که میزان آب و شدت جریان رود کریشنا به بارش باران‌های فصلی (مانسون) بستگی دارد میزان آب آن در طول سال دستخوش نوسان‌های شدید شده و از سودمندیش برای آبیاری کاسته می‌شود.